# François-Léopold Cornet

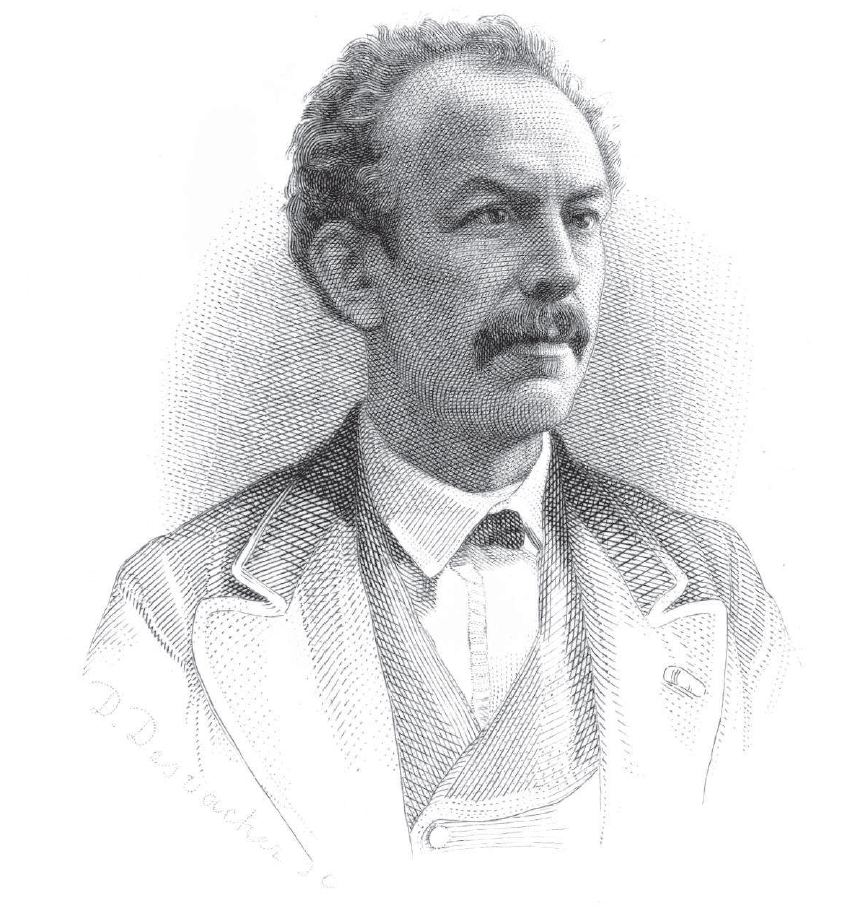
François-Léopold Cornet (1834–1887)

François-Léopold Cornet (* 21. Februar 1834 in Givry, Belgien; † 20. Januar 1887 in Mons, Belgien) war ein belgischer Geologe, Spezialist für Mineralogie und Hochschulprofessor an der Faculté polytechnique de Mons.

## Biographie
Cornet wuchs in ärmlichen Verhältnissen auf. Er heiratete Louise Martin. Er war der Vater von Jules Cornet (1865–1929), Geologe im Kongo-Freistaat und im Hennegau.
Er schloss seine Grundschulausbildung in Peissant und Solre-sur-Sambre ab. Im Alter von sechzehn Jahren trat er in die Hennegauer Bergschule in Mons ein, die er 1853 mit einem Ingenieurdiplom abschloss.
Im selben Jahr kehrte er zu den Kohlengruben im Pietontal in Roux (Charleroi) zurück. 1856 wurde er zum leitenden Ingenieur der Charbonnage du Bois in Quaregnon befördert. 1860 ernannte ihn die Société générale de Belgique zum Ingenieur des Kohlebergwerks Sars-Longchamps in Saint-Vaast. Er reiste mehrmals nach England, um Bergbautechniken und den Einsatz von Dampfmaschinen zu diesem Zweck zu studieren. Zurück in Belgien klärte er die Bedingungen für den Einsatz von Druckluftmaschinen in Bergwerken. Er blieb bis 1869 als Ingenieur und Direktor der Kohlenmine Sars-Longchamps tätig.
Anschließend wechselte er als leitender Ingenieur zur Société du Levant de Flénu bei Mons, wo er leistungsfähige Druckluftanlagen und Oberflächentransport mit schwimmenden Ketten bauen ließ. Von 1879 bis 1891 war er Geschäftsführer des Unternehmens. Zu dieser Zeit war er auch Gründer und Direktor der Société des phosphates de Mesvin-Ciply.
Seine erste geologische Veröffentlichung in Zusammenarbeit mit dem Geologen Alphonse Briart wurde 1863 veröffentlicht. 1866 erhielten beide die Goldmedaille der Société des sciences, arts et lettres du Hainaut für einen Artikel über das Kreidegelände des Hennegaus.
1867 übernahm François-Léopold Cornet zusammen mit Alphonse Briart und A. Houzeau de Lehaie die Ausgrabung der neolithischen Feuersteinminen bei Spiennes und Mesvin während des Baus der Eisenbahnlinie zwischen Mons und Charleroi. Die Ergebnisse wurden auf dem Internationalen Kongress für Prähistorie 1872 in Brüssel vorgestellt. Im Jahr 1899 erwarb die Bergbauschule Hennegau die paläontologische Fossiliensammlung von Briart und Cornet aus dem Kreidekalkmassiv des Hennegaus und aus Mons.
Cornet und Briart veröffentlichten zahlreiche weitere geologische Artikel, insbesondere in den Bulletins der Société géologique de Belgique, der Geologischen Gesellschaft des Nordens und der Société géologique de France. François-Léopold Cornet wurde am 16. Dezember 1878 zum Mitglied der Königlichen Akademie der Wissenschaften, Literatur und Schönen Künste Belgiens (französisch: Académie royale des sciences, des lettres et des beaux-arts de Belgique) gewählt.
Er starb am 20. Januar 1887 in Mons und wurde auf dem lokalen Friedhof beigesetzt.

## Ehrungen
Im Jahr 1888 wurde auf seinem Grab ein Kalksteindenkmal errichtet, das mit einem Medaillon verziert war, einem Werk des Bildhauers Louis Devillez.

### Orden
- Ritter des belgischen Leopoldordens;
- Goldmedaille der Gesellschaft für Wissenschaften, Künste und Literatur des Hennegaus.

## Galerie
- Mineralogische, geologische und paläontologische Beschreibung der Meule de Bracquegnies, 1870 (mit Alphonse Briart)
- Beschreibung der Fossilien des groben Kalksteins von Mons, Vorderkiemer, Abschnitt A, Siphonostomie, 1871 (mit Alphonse Briart).